# Rebeca (telenovela)
Rebeca es una telenovela estadounidense-venezolana producida por Venevisión y Fonovideo en 2003 para las cadenas Univision y Venevisión. Es una obra original de Alberto Gómez. 
Está protagonizada Mariana Seoane y Ricardo Álamo, con las participaciones antagónicas de Gaby Espino, Pablo Martín y Katie Barberi. Cuenta también con las actuaciones estelares de Pablo Montero, Víctor Cámara y el regreso de la primera actriz Susana Dosamantes.

## Trama
Rebeca (Mariana Seoane), vive en Miami junto a Matilde (Susana Dosamantes), su madre, y sus hermanas, Niurka (Ana Patricia Rojo) y Patty (Zhandra De Abreu). Para mantener a su familia, trabaja como repartidora de un mercado y ayudante en un taller mecánico. Su gran amigo es su vecino Martín (Pablo Montero), que está enamorado de ella. Además de sus dos trabajos, Rebeca también estudia de noche, pues su gran sueño es llegar a ser maestra. 
Un día, en su apuro por entregar su mercancía, Rebeca choca con el auto del millonario Eduardo Montalbán (Ricardo Álamo). Este encuentro fortuito llevará a otros, hasta que se inicia un romance entre ambos. Desde su viudez, Eduardo vive amargado, aunque por presiones familiares ha aceptado comprometerse con la aristocrática Princesa Izaguirre (Gaby Espino). Sin embargo, el amor de Eduardo será solo para Rebeca.
A través de unos amigos, Rebeca conoce a Sergio (Víctor Cámara), un hombre maduro y atractivo, dueño de una compañía naviera de turismo, que también se enamora de ella. La noche que Eduardo lleva a su nueva novia a conocer a su familia, Rebeca descubre que Sergio es el padre de su novio. Sergio no desea que su hijo le arrebate a la mujer que ama y luchará por ella.
Rebeca ignora que Adalberto (Leonardo Daniel), el esposo de Regina (Katie Barberi), es su verdadero padre, el hombre que abandonó a Matilde. Siempre cerca de Rebeca, estará Martín que será su ángel guardián y nunca dejará de amarla. Sin embargo este vivirá su propia historia de amor con Princesa, la cual se acaba enamorando de él.
Por otra parte, Sara (Elluz Peraza), ama de llaves de la mansión Montalbán; oculta muchos secretos: ella es la madre de Carolina (Maite Embil), la hija de Sergio y también la asesina de Marcela, difunta esposa de Sergio.

## Elenco
- Mariana Seoane - Rebeca Linares
- Ricardo Álamo - Eduardo Montalbán
- Pablo Montero - Martín García
- Víctor Cámara - Sergio Montalbán
- Gaby Espino - Princesa Izaguirre de Montalbán
- Ana Patricia Rojo - Niurka Linares
- Katie Barberi - Regina Montalbán de Santander
- Pablo Martín - Tony Izaguirre Zabaleta
- Leonardo Daniel - Adalberto Santander
- Elluz Peraza - Sara Santos
- Jorge Luis Pila - Nicolás Izaguirre
- Susana Dosamantes (+) - Matilde Linares
- Adrian Delgado - Liborio Gil
- Anna Silvetti - Dionisia Pérez
- Maite Embil - Carolina Montalbán
- Adolfo Cubas - Natalio Gil
- Eduardo Rodríguez - León Valverde
- Elaiza Gil - Arcoiris Ponce / Sirena Ponce
- Patty Álvarez - Leona Valverde
- Griselda Noguera - Petra Gil
- Jacqueline García - Violeta Pérez
- Yina Vélez - Estefanía Dóriga
- Mariam Valero - Zaida Díaz
- Cherrilyn Silva - Zafiro
- Zhandra De Abreu - Patty Linares
- Arianna Coltellaci - Alicia Tejera
- Ana Karina Casanova - Verónica Zaldivar
- Ronny Montemayor - Elvis Domínguez
- Marjorie de Sousa - Gisela Gidalva
- Tatiana Capote - Amanda Gidalva / Marcela Montalbán
- Riczabeth Sovalbarro - Elena 'Elenita' Zaldivar
- César Román - Beto García
- Julio Capote (+) - Padre Alfredo
- Robert Avellanet - Arturo
- Dayana Garroz - Marlene

## Producción
- Escritor - Alberto Gómez
- Compositor Tema Musical - Rudy Pérez
- Intérprete - Manuel Mijares
- Música Incidental - Alejandro Campos
- Directores de Fotografía - Eduardo Dávila y Reinaldo Figueira
- Directores - Yaki Ortega y Freddi Trujillo
- Producción General - Gemma Lombardi
- Edición - Lisset Sánchez
- Director Ejecutivo - Arquímedes Rivero
- Productor Ejecutivo - Alfredo Schwarz